# Fonction entière
Ne doit pas être confondue avec la fonction associant à chaque nombre réel sa partie entière, traitée à l'article « Partie entière », ni avec d'autres sens du mot Entier .
En analyse complexe, une fonction entière est une fonction holomorphe définie sur tout le plan complexe. C'est le cas notamment de la fonction exponentielle complexe, des fonctions polynomiales et de leurs combinaisons par composition, somme et produit, telles que sinus, cosinus et les fonctions hyperboliques.
Le quotient de deux fonctions entières est une fonction méromorphe.
Considérée comme un cas particulier de la théorie des fonctions analytiques, la théorie élémentaire des fonctions entières ne fait que tirer les conclusions de la théorie générale. C'est celle que l'on voit essentiellement dans un premier cours sur la théorie des fonctions complexes (souvent enrichi du théorème de factorisation de Weierstrass). Mais l'étude, commencée depuis le milieu du XIXe siècle, par Cauchy, Laguerre, Weierstrass… s'est considérablement enrichie sous l'impulsion de Borel, Hadamard, Montel, Picard, Valiron, Blumenthal… (sans oublier Nevanlinna) et constitue maintenant une imposante théorie.
La théorie des fonctions entières se fixe comme buts de classifier les fonctions entières selon leurs croissances, de préciser le lien entre les coefficients de Taylor de la fonction et la croissance, le lien entre les zéros éventuels et le comportement de la fonction, et les relations entre la fonction et ses dérivées sur ces questions.
Ces aspects de la théorie des fonctions entières ont été étendus aux fonctions méromorphes. L'ensemble des fonctions entières forme un anneau intègre qui est de Bézout, mais qui n'est pas atomique (et donc non factoriel et non noethérien).

## Les fonctions entières dans la théorie des fonctions analytiques
On classe habituellement les fonctions analytiques complexes selon leur complexité, et cette complexité est celle de leurs singularités. Hormis les fonctions polynomiales, apparaissent ainsi les fonctions entières qui sont l'objet de cet article, les fonctions méromorphes qui sont des quotients de fonctions entières et dont les seules singularités sont polaires, les fonctions présentant des singularités essentielles ou des points de branchement formant ainsi les fonctions les plus compliquées parmi les fonctions analytiques d'une seule variable complexe.
Les fonctions entières apparaissent comme des généralisations des fonctions polynomiales : elles se comportent comme des « polynômes de degré infini ». Ce sont ainsi les fonctions analytiques les plus simples en dehors des polynômes, n'ayant aucune singularité à distance finie et une seule singularité à l'infini, comme on le verra. Cependant, l'étude de ces fonctions est difficile et il reste encore de très nombreuses questions ouvertes, bien que cette étude soit commencée depuis près de deux cents ans.

## Théorie élémentaire
Soit f une fonction analytique complexe holomorphe en z. Elle est développable en série entière autour du point z selon la formule de Taylor :
La théorie des séries entières montre que la série précédente converge absolument et uniformément dans le disque de centre z et de rayon r tel que 0 < r < R, R donné par le théorème de Cauchy-Hadamard :
{\displaystyle {\frac {1}{R}}=\limsup _{n\rightarrow \infty }|a_{n}|^{1/n}} (il faut remarquer qu'elle ne converge pas uniformément sur le disque ouvert de centre z et de rayon R, sinon, d'après le critère de Cauchy uniforme, elle convergerait sur le disque fermé de centre z et de rayon R, ce qui est faux en général).
Le principal résultat de la théorie des fonctions analytiques complexes est que le rayon de convergence est déterminé par la distance R entre le point z et la singularité la plus proche.
Soit f une fonction entière ; elle n'a donc pas de singularité à distance finie. Comme précédemment, elle est développable en série entière convergente de la forme
{\displaystyle f(z)=\sum _{n\geq 0}a_{n}z^{n}}, et, comme elle n'a d'autre singularité que le point à l'infini, le rayon de convergence est infini. Autrement dit, la série converge quelle que soit la valeur de z .
On a donc
Et il en est de même de chacune de ses dérivées qui sont entières également.
La formule intégrale de Cauchy
permet, en développant la fraction 1/(s – z) en série entière, d'identifier les coefficients de Taylor à des intégrales :
 Dans les deux cas {\displaystyle \gamma } est un chemin fermé (un lacet) sans boucle entourant z.

### Les inégalités de Cauchy
Dans la formule intégrale donnant les coefficients, en appelant M(R) le maximum du module de la fonction sur le disque de centre z et de rayon R, une majoration simple donne les importantes inégalités de Cauchy
Pour une fonction entière, R est un réel positif quelconque.

### Le théorème de Liouville
Un résultat important sur les fonctions entières est le théorème de Liouville :
Théorème de Liouville — Si une fonction entière est bornée, alors elle est constante.
Une démonstration possible est l'application des inégalités de Cauchy en remarquant que M(R) est alors borné quel que soit R. Il suffit donc de faire tendre R vers l'infini pour avoir le résultat.
Cela peut être utilisé pour fournir une démonstration élégante, par l'absurde, du théorème de d'Alembert-Gauss :
Théorème de d'Alembert-Gauss — Tout polynôme de degré n admet exactement n racines complexes comptées avec leur multiplicité.
Le petit théorème de Picard renforce considérablement le théorème de Liouville
Petit théorème de Picard — Toute fonction entière non constante prend, sur le plan complexe, toutes les valeurs sauf une au plus.
Dans un certain sens, qui sera précisé plus tard, la théorie des fonctions entières tourne entièrement autour du petit théorème de Picard.

### Propriétés algébriques
- Une fonction holomorphe définie sur un domaine – c'est-à-dire un ouvert connexe – s'étend en une fonction entière si et seulement si le rayon de convergence de sa série de Taylor est infini en un point quelconque de son domaine.

- L'ensemble des fonctions entières est stable par composition et forme une sous-algèbre complexe de l'espace des fonctions continues du plan complexe dans lui-même.

### Le point à l'infini
Comme une fonction entière est constante si elle est bornée, et qu'elle ne peut avoir aucun autre point singulier que l'infini, le point à l'infini est un point singulier pour toute fonction entière non constante. Il ne peut s'agir que d'un pôle ou d'une singularité essentielle. Dans le premier cas (le pôle à l'infini), la fonction entière est un polynôme. Dans le second cas (singularité essentielle en l'infini), on dit que la fonction est transcendante.

## La croissance des fonctions entières

### Le module maximum des fonctions entières
Par définition, les fonctions entières ne présentent que le point à l'infini pour seule singularité. On pose 
 Cette fonction est croissante, d'après le principe du maximum, et en corollaire du théorème de Liouville, elle n'est pas bornée pour les fonctions entières non constantes. Elle est appelée module maximum de la fonction f.

La fonction ln Mf(r) est une fonction convexe de ln(r). (Hadamard)

La fonction ln Mf(r) est continue et analytique par intervalles. (Blumenthal)[réf. souhaitée]
En conséquence de la convexité, ln Mf(r) admet une dérivée à droite et à gauche, et ces dérivées sont croissantes. Il existe une fonction v(t) croissante (mais pas nécessairement continue) telle que

### Fonctions à croissance rapide
La borne Mf(r) peut croître arbitrairement vite avec r. Plus précisément, soit une fonction croissante g : [0, +∞[ → [0, +∞[. Il existe une fonction entière f telle que pour tout réel x, f(x) est réel et strictement supérieur à g(|x|), par exemple en choisissant f de la forme :
{\displaystyle f(z)=c+\sum _{k=1}^{\infty }\left({\frac {z}{k}}\right)^{n_{k}}},
où les nk forment une suite croissante d'entiers bien choisis ; on peut ainsi prendre c := g(2) et pour tout k ≥ 1, {\displaystyle n_{k}:=2{\big \lceil }k\ln g(k+2){\big \rceil }\,}[réf. souhaitée].
Ce résultat est en fait un cas particulier du théorème d'approximation uniforme de Carleman : soit Q une fonction continue à valeurs complexes définie sur R, E : R → ]0, +∞[ une fonction continue ; il existe une fonction entière f telle que, pour tout x réel, on ait |f(x) – Q(x)| < E(x).

### L'ordre des fonctions entières
Si pour une certaine valeur λ, on a
alors la fonction f est un polynôme de degré au plus égal à λ.
Lorsque l'égalité précédente n'a lieu pour aucune valeur de λ, on compare la croissance de Mf(r) à exp(rk). Si l'on a, à partir d'une valeur r0 de r, l'inégalité
on dit que la fonction est d'ordre fini. L'ordre (supérieur) de croissance de f est donné par la formule
On distingue, parmi les fonctions entières de même ordre ρ, les fonctions de type σf défini par la formule
Selon la valeur de σf, on distingue le type minimal (σf = 0), type exponentiel (ρ = 1), normal ({\displaystyle 0<\sigma _{f}<\infty }) ou maximal ({\displaystyle \sigma _{f}=\infty }).
On montre les résultats suivants :
- {\displaystyle \rho _{f+g}\leq \max(\rho _{f},\rho _{g})} ;
- {\displaystyle \rho _{fg}\leq \max(\rho _{f},\rho _{g})} ;
- {\displaystyle \sigma _{f+g}\leq \max(\sigma _{f},\sigma _{g})} ;
- {\displaystyle \sigma _{fg}\leq \sigma _{f}+\sigma _{g}}.

### Exemples
La fonction exponentielle est d'ordre 1 ainsi que les fonctions sin et cos.

La fonction de Mittag-Leffler 
 est d'ordre ρ.
Il en est de même de la fonction de Lindelöf définie par 

### Relation entre les coefficients et la croissance
- Si la fonction entière est telle que

et que
pour r suffisamment grand, alors on a 
pour n suffisamment grand.
- Réciproquement, si l'on a

pour n suffisamment grand, alors, pour tout {\displaystyle \epsilon >0},
pour r suffisamment grand.
De ce résultat on déduit: 

L'ordre de la fonction entière est déterminé par la formule
{\displaystyle \rho _{f}=\limsup _{n\rightarrow \infty }{\frac {n\ln n}{\ln 1/|a_{n}|}}.}
Le type de la fonction entière est déterminé par la formule
{\displaystyle \sigma _{f}={\frac {1}{\rho {\rm {e}}}}\limsup _{n\rightarrow \infty }n|a_{n}|^{\rho /n}.}

### Le lemme de Borel-Carathéodory
On a vu que le maximum sur un cercle est en rapport avec les coefficients de la fonction développée en série entière. On peut se demander s'il en est de même, par exemple, avec seulement la partie réelle de la fonction. Ce lien est fourni de manière générale par le lemme de Borel-Carathéodory, qui donne de plus une estimation concernant les dérivées :

Soit f une fonction analytique dans la boule fermée B(0,R) de centre 0 et de rayon R, et A(r) le maximum de sa partie réelle prise sur le cercle de rayon r.
Alors on a l'inégalité suivante, pour tout r compris dans ]0 , R[ :
{\displaystyle M(r)\leq {\frac {2r}{R-r}}A(R)+{\frac {R+r}{R-r}}|f(0)|}
et, si {\displaystyle A(R)\geq 0}
{\displaystyle \max _{|z|=r}\left|f^{(n)}(z)\right|\leq {\frac {2^{n+2}n!R}{(R-r)^{n+1}}}(A(R)+|f(0)|).}

### L'ordre de la dérivée d'une fonction entière
La dérivée d'une fonction entière est obtenue par dérivation formelle de sa série entière. En appliquant la formule de Cauchy-Hadamard, on voit que la dérivée d'une fonction entière est elle-même entière. La question de l'ordre de la dérivée se pose donc naturellement. Le calcul de l'ordre par la formule précédemment donnée montre que

L'ordre de la dérivée d'une fonction entière est égal à l'ordre de cette fonction.
Et, comme une fonction entière est indéfiniment dérivable, il en est de même de toutes ses dérivées.

### Ordre inférieur et ordre précisé L
Pour comparer plus finement la croissance des fonctions entières, on est amené à regarder l'ordre inférieur de croissance, défini par la quantité
On montre que

L'ordre inférieur de la dérivée d'une fonction entière est égal à l'ordre inférieur de cette fonction.
Mais cela ne suffit pas. On montre l'existence, pour une fonction entière f d'ordre fini ρ, d'une fonction ρ(r) ayant les propriétés suivantes :
- ρ(r) est définie et continue, dérivable à droite et à gauche en chaque point ;
- {\displaystyle \lim _{r\rightarrow \infty }\rho (r)=\rho } ;
- {\displaystyle \lim _{r\rightarrow \infty }\rho '(r)r\ln r=0} ;
- {\displaystyle \limsup _{r\rightarrow \infty }{\frac {\ln M_{f}(r)}{r^{\rho (r)}}}=1}.

On a ainsi défini un ordre précisé L de f.

### Les fonctions entières à croissance régulière
Dans ses études sur les fonctions entières, Émile Borel a défini les fonctions entières à croissance régulière en supposant que l'ordre de la fonction entière est
Il résulte de la définition que les ordres supérieur et inférieur sont égaux. C'est en ce sens que la fonction est à croissance régulière.

Une condition nécessaire et suffisante pour qu'une fonction entière d'ordre ρ soit une fonction à croissance régulière est
{\displaystyle |a_{n}|^{1/n}<n^{-1/{\rho +\epsilon }}} pour tout entier n assez grand et tout ε > 0 et qu'il existe une suite d'entiers np telle que
{\displaystyle \lim _{n\rightarrow \infty }{\frac {n_{p+1}}{n_{p}}}=1} et pour laquelle on a
{\displaystyle |a_{n_{p}}|^{1/n_{p}}>n_{p}^{-1/{\rho +\varepsilon _{p}}}} avec
{\displaystyle \lim _{n\rightarrow \infty }\varepsilon _{p}=0.}

## Factorisation des fonctions entières d'ordre fini

### Le théorème de factorisation de Weierstrass
Weierstrass a montré que pour toute fonction entière f 
d'ordre fini ρ et s'annulant sur les nombres complexes {\displaystyle a_{n}\neq 0}, il existe un polynôme P(s) de degré inférieur ou égal à ρ, et un entier {\displaystyle m\leq \rho } tels que l'on ait
avec {\displaystyle E(u,m)=(1-u){\rm {e}}^{u+u^{2}/2+\ldots +u^{m}/m}}.
Le facteur sp correspond aux fonctions ayant un zéro d'ordre p en 0.

### Estimations sur le produit canonique
Le théorème de Boutroux-Cartan énonce un résultat fréquemment utilisé dans les recherches sur les fonctions entières. Le problème est d'estimer le produit {\displaystyle P(z)=\prod _{k=1}^{n}(z-z_{k})} en dehors du voisinage des zéros. On suppose que l'on connaît n.

## Le terme maximum de la série de Taylor
Soit {\displaystyle f(s)=\sum _{n=0}^{\infty }a_{n}s^{n}} une fonction entière. La série
{\displaystyle |a_{0}|,|a_{1}|r,|a_{2}|r^{2},\ldots } est une série décroissante à partir d'un certain rang et tendant vers 0, quel que soit r. Il y a donc, pour chaque r un terme supérieur ou égal à tous les autres. Soit B(r) la valeur de ce terme et soit μ(r) le rang (le plus grand, s'ils sont plusieurs) de ce terme. B(r) est une fonction croissante de r qui tend vers l'infini. D'après l'inégalité de Cauchy, on a B(r) < M(r).

Le rang μ(r) est une fonction non décroissante de r qui tend vers l'infini avec r.
Entre les fonctions B(r), M(r) et μ(r) existe une double inégalité:
et de cette double inégalité on déduit

Pour une fonction d'ordre fini, les fonctions ln B(r) et ln M(r) sont asymptotiquement égales.
On en déduit ensuite une relation sur μ(r) :

Pour une fonction entière parfaitement régulière d'ordre fini ρ et d'ordre précisé ρ(r), on a {\displaystyle \mu (r)\approx \rho r^{\rho (r)}.}
De manière générale, on a la formule

## La distribution des valeurs des fonctions entières

### Image d'une fonction entière
Le petit théorème de Picard dit qu'une fonction entière non constante prend toutes les valeurs complexes sauf une au plus. Des résultats plus précis (concernant le nombre d'antécédents de module borné d'un complexe donné) dépendent de la vitesse de croissance de la fonction.

### Fonctions entières prenant des valeurs données
Si l'on n'impose pas de restriction à la croissance de la fonction (comme on le verra plus loin), elle peut prendre des valeurs fixées arbitraires sur un ensemble U sans point d'accumulation (par exemple l'ensemble des entiers). Autrement dit, soit {\displaystyle (a_{n})_{n\in {\bf {N}}}} une suite injective de complexes n'ayant pas de valeur d'adhérence, et {\displaystyle (z_{n})_{n\in {\bf {N}}}} une suite de valeurs complexes quelconques ; il existe une fonction entière f telle que pour tout n, f(an) = zn. Ce résultat, analogue au théorème d'interpolation de Lagrange, est une conséquence du théorème de factorisation de Weierstrass et du théorème de Mittag-Leffler. De plus, la différence de deux telles fonctions est une fonction entière s'annulant sur U, à laquelle on peut appliquer les théorèmes des paragraphes suivants.

### Les zéros des fonctions entières
Soit une fonction f de la variable complexe définie par la série
{\displaystyle f(s)=\sum _{n}f_{n}(s),}
la série des modules étant convergente. Si r est une région du plan complexe où la variation de l'argument de fn(s) est inférieure à π lorsque n varie, la fonction f ne peut s'annuler qu'en dehors de cette région.
Par suite du théorème fondamental de l'algèbre, un polynôme de degré n admet n racines dans {\displaystyle \mathbb {C} }. Donc, plus un polynôme admet de zéros, plus il croît rapidement.
Ceci est aussi le cas des fonctions entières mais d'une manière plus complexe. La relation entre la croissance des fonctions entières et la répartition de ses zéros constitue l'un des thèmes principaux de la théorie de ces fonctions.

### La formule de Jensen et l'exposant de convergence des zéros
Cette formule est fondamentale dans la suite de la théorie, même si elle n'intervient pas explicitement. On la démontre par exemple par l'emploi de la formule de Green.
On a, pour une fonction ayant des zéros aux points {\displaystyle a_{k}}, ne présentant aucun pôle dans le disque {\displaystyle r<\rho } et en posant {\displaystyle x=r{\rm {e}}^{{\rm {i}}\varphi }}
Cette formule est la formule de Poisson-Jensen.
On en déduit la formule de Jensen :

Soit f une fonction analytique dans le disque {\displaystyle |z|\leq r} contenant les zéros {\displaystyle a_{1},a_{2},\ldots ,a_{n}}. Alors
{\displaystyle \ln |f(0)|=-\sum _{k=1}^{n}\ln \left({\frac {r}{|a_{k}|}}\right)+{\frac {1}{2\pi }}\int _{0}^{2\pi }\ln |f(r{\rm {e}}^{{\rm {i}}\theta })|{\rm {d}}\theta .}
Cette formule permet de lier le nombre des zéros à la croissance de la fonction.
Soit f(s) une fonction entière ayant tous ses zéros ak dans le disque de rayon r. On appelle n(x) le nombre de zéros de modules inférieurs ou égaux à x.
On a alors
et ainsi, pour une fonction non nulle en 0, on trouve la forme suivante de la formule de Jensen :
Pour une fonction entière d'ordre ρ fini, on voit que n(r) < rρ+ε.

On en déduit que la série 
 est convergente pour τ > ρ.
On appelle ainsi ordre réel (Borel) ou exposant de convergence de la suite des zéros la valeur de τ la plus petite pour laquelle la série converge. On en déduit donc ce théorème de Borel :

L'exposant de convergence de la suite des zéros est au plus égal à l'ordre.

### Le genre
On dit que la fonction entière f est de genre p, d'après Laguerre, lorsque l'on peut la mettre sous la forme
{\displaystyle f(z)={\rm {e}}^{Q(z)}P(z)} ou {\displaystyle f(z)=z^{s}{\rm {e}}^{Q(z)}\prod _{n=1}^{\infty }\left(1-{\frac {z}{a_{n}}}\right){\rm {e}}^{{\frac {z}{a_{n}}}+\ldots +{\frac {z^{p}}{pa_{n}^{p}}}}}
sans que cette décomposition puisse se faire pour p – 1, où Q est un polynôme de degré p au plus, P, un polynôme quelconque et le produit infini le produit de Weierstrass.
Le plus petit entier qui majore l'exposant de convergence est aussi le genre de la fonction.
Le genre se détermine par la formule de Laguerre :

Une fonction entière f est de genre n si et seulement si {\displaystyle s^{n}{\frac {f'(s)}{f(s)}}} tend vers 0 uniformément quand |s| tend vers l'infini.
On ne saurait être trop prudent avec la notion de genre. Lindelöf a montré que la fonction
 où 1 < α < 2 est d'ordre 1, et de genre 0 mais f(z) – 1 est de genre 1. De même, f(z) + f(–z) est de genre 1 mais f'(z) est de genre 0.
Valiron a montré cependant le théorème suivant :

Si f est une fonction de genre n, les fonctions f – a sont de genre n également sauf pour une valeur de a au plus.

### Un théorème de Laguerre
Dans ses investigations sur les fonctions entières à la suite du mémoire fondateur de Weierstrass, Laguerre démontra que

Si une fonction entière f admet des zéros tous réels, il en est de même de sa dérivée pourvu que le genre de f soit égal à 0 ou à 1.

### Le lien entre la croissance et la distribution des zéros
Le résultat le plus profond est le petit théorème de Picard qu'on énonce ainsi

Toute fonction entière non constante prend toutes les valeurs complexes sauf une au plus.
La valeur non prise éventuelle est appelée valeur exceptionnelle de Picard.

Soit une fonction d'ordre fini ρ, d'ordre précisé L ρ(r) et n(r) le nombre des zéros de module inférieur ou égal à r. On a l'inégalité
{\displaystyle n(r)<\left(1+o(1)\right)\rho {\rm {e}}r^{\rho (r)}.}

### Les fonctions entières d'ordre non-entier
Dans le cas des fonctions entières d'ordre non entier, celles-ci n'admettent aucune valeur exceptionnelle au sens du théorème de Picard. Ces fonctions ont donc une infinité de solutions à l'équation f(s) = x, quelle que soit la valeur de x et en particulier

Toute fonction entière d'ordre non entier admet une infinité de zéros.

### Les fonctions entières d'ordre entier
Si l'ordre est entier, le cas d'exception du théorème de Picard est possible. Dans ce cas, on a la précision suivante apportée par Émile Borel :

Le nombre n(x,r) des racines de l'équation f(s) = x de module inférieur à r ne peut être d'un ordre de grandeur inférieur à ln M(r) que pour une seule valeur de x au plus.
On montre qu'il existe des fonctions entières d'ordre entier n'ayant qu'un nombre fini de zéros et qui ne se réduisent pas à un polynôme. Mais cela ne peut être le cas des fonctions entières paires dont l'ordre est un entier impair.

### Les fonctions entières et les angles
Une fonction entière d'ordre ρ > 1/2 est d'ordre ρ dans tout angle de mesure supérieure à π(2–1/ρ).

### Les cercles de remplissage
Le mathématicien français Milloux, dans sa thèse soutenue en 1924, a défini des cercles particuliers, appelés par lui cercles de remplissages et dont le rayon augmente indéfiniment, dans lesquels la fonction entière prend toutes les valeurs en dessous d'un nombre A(r) tendant vers l'infini avec r sauf peut-être dans un cercle dont le rayon tend vers 0 avec 1/r. Il a démontré le résultat suivant :

Soit f(z) une fonction entière et ε > 0 une quantité aussi petite qu'on veut et inférieure à 1. On pose {\displaystyle A(r)=(\ln M(r))^{1-\varepsilon }} et {\displaystyle q(r)={\frac {\varepsilon }{6}}\ln \ln M(r)}. On suppose que r est suffisamment grand pour que ln ln M(r) dépasse {\displaystyle 343/\varepsilon }. Alors f(z) vérifie l'une des deux propriétés suivantes :
- Dans la couronne circulaire d'épaisseur {\displaystyle {\frac {\pi r}{q(r)}}}, dont la circonférence médiane est la circonférence |z| = r, on a l'inégalité

{\displaystyle \ln |f(z)|>A(r)} ;
- Il existe au moins un cercle C(r), appelé cercle de remplissage, dont le centre est sur la circonférence |z| = r et de rayon {\displaystyle {\frac {8\pi r}{q(r)}}} dans lequel la fonction f(z) prend toutes les valeurs inférieures en module à A(r), sauf peut-être dans un voisinage d'une valeur a(r), ce voisinage étant inclus dans le cercle de centre a(r) et de rayon 2/A(r).

Les cercles de remplissage sont utiles pour préciser les solutions de l'équation f(z) = a.

### Les valeurs asymptotiques
On peut se demander si une fonction entière non constante peut, dans certaines régions, avoir une valeur asymptotique finie ou si elles ont toujours une limite finie. On sait qu'elles ne peuvent pas avoir de valeurs asymptotiques finies dans toutes les directions par suite du théorème de Liouville.
On dit que f admet la valeur asymptotique a s'il existe un chemin, appelé chemin de détermination a pour lequel f(s) tend vers a quand s tend vers l'infini en restant sur le chemin.
Donc pour toute fonction entière non constante, il existe au moins un chemin de détermination {\displaystyle \infty }.
Pour une fonction d'ordre inférieur à 1/2, il existe une infinité de cercles de centre l'origine et de rayon indéfiniment croissant sur lesquels le module minimum tend vers l'infini. Il n'existe donc pas de valeur asymptotique finie pour les fonctions entières d'ordre inférieur à 1/2.
En fait, Wiman a montré le théorème suivant :

Pour une fonction f d'ordre {\displaystyle \rho <1/2} et d'ordre précisé L ρ(r), on a, pour tout {\displaystyle \epsilon >0}, l'inégalité
{\displaystyle \ln |f(s)|>(\cos(\pi \rho )-\epsilon )r^{\rho (r)}} sur une infinité de cercles de rayons tendant vers l'infini.
On a donc sur ces cercles
{\displaystyle \ln |f(s)|>(\cos(\pi \rho )-\epsilon )\ln M(r).}
Supposons maintenant qu'une fonction entière possède deux chemins de déterminations a et b. Alors, dans le domaine défini entre les deux chemins de détermination soit il existe un chemin de détermination {\displaystyle \infty }, soit les valeurs a et b sont égales et tout chemin vers l'infini inclus entre les deux chemins de détermination est un chemin de détermination a (= b).

### La conjecture de Denjoy
Il a été conjecturé par Denjoy qu'une fonction entière d'ordre fini ρ a au plus 2ρ valeurs asymptotiques. Cette conjecture est devenue le théorème de Ahlfors (en).
Il ne peut ainsi y avoir qu'au plus ρ lignes droites allant de 0 à l'infini et menant à des valeurs asymptotiques différentes. De ce fait, l'angle entre deux telles lignes est au moins π/ρ.

### La fonction indicatrice de Phragmén-Lindelöf
La définition de l'ordre ρ d'une fonction entière d'ordre fini et les théorèmes de Phragmén-Lindelöf suggèrent l'intérêt qu'il y aurait à étudier la fonction
 en fonction de {\displaystyle \theta \in [-\pi ,\pi ]} puisque la croissance sur une demi-ligne se répercute sur les lignes voisines.
Par définition, h(θ) est l'indicatrice de Phragmén-Lindelöf. C'est une fonction périodique de période 2π qui peut prendre des valeurs réelles, mais peut être {\displaystyle -\infty } ou {\displaystyle +\infty }.
On a alors :

Soit f une fonction entière d'ordre ρ et d'indicatrice h(θ). Si h est finie dans l'intervalle [a , b] alors, quel que soit {\displaystyle \epsilon >0}, il existe {\displaystyle r_{0}=r_{0}(\epsilon )} tel que pour tout r > r0, on ait
{\displaystyle \ln \left|f(r{\rm {e}}^{{\rm {i}}\theta })\right|<r^{\rho }\left(h(\theta )+\epsilon \right)} uniformément dans tout sous-intervalle de ]a ; b[.
dont on déduit :

Sous les conditions du théorème précédent, tout sous-intervalle dans lequel h(θ) > 0 est de longueur supérieure à π/ρ. Tout sous-intervalle dans lequel h(θ) < 0 est de longueur inférieure ou égale à π/ρ. De plus tout sous-intervalle où h(θ) < 0 est suivi d'un point où h(θ) = 0 et d'un intervalle où h(θ) > 0.

### Le théorème de Carlson
On peut se demander s'il existe des conditions assurant qu'une fonction entière soit définie de manière unique par les valeurs qu'elle prend sur un ensemble dénombrable. Posé de cette manière, sans restriction sur l'ensemble, il semble que la réponse soit négative a priori. En fait, il n'en est rien et dans ce genre de question, le résultat de Carlson est à l'origine de tout un pan de recherche. On peut l'exprimer de la manière suivante :

Soit f une fonction entière d'ordre 1 et de type σf < π. La fonction f est entièrement déterminée par les valeurs f(n), pour n = 1,2,.... De plus, si le type est strictement inférieur à ln 2, alors
{\displaystyle f(z)=\sum _{n=0}^{\infty }{{\frac {z(z-1)\ldots (z-n+1)}{n!}}(\Delta ^{n}f)(0)}.}
Sa démonstration utilise l'indicatrice de Phragmén-Lindelöf.

### Le théorème de Pólya
Les valeurs entières prises sur un ensemble par une fonction entière imposent des restrictions sur sa croissance. Pólya, en 1915, a par exemple démontré le théorème suivant

Soit f une fonction entière prenant des valeurs entières sur l'ensemble des entiers non négatifs.
Si
{\displaystyle \limsup _{r\rightarrow \infty }{\frac {M_{f}(r)}{2^{r}}}<1}
alors f est un polynôme.
Autrement dit, la plus petite (au sens de la croissance) fonction entière non polynomiale qui prend des valeurs entières sur les entiers naturels est la fonction 2s.
Ces résultats ont été généralisés aux fonctions entières prenant des valeurs entières sur une suite géométrique…

## La théorie des fonctions entières d'ordre infini de Kraft-Blumenthal
Une fonction entière est d'ordre infini lorsqu'elle n'est pas d'ordre fini.
Il avait été remarqué très tôt par Émile Borel que, dans le cas des fonctions entières d'ordre fini ρ, s'il existait une infinité de cercles de rayon r sur lesquels la croissance était de l'ordre de exp(rρ), il était possible que la croissance soit d'un ordre sensiblement inférieur sur une infinité d'autres cercles. Ces fonctions sont dites à croissance irrégulière. Le même phénomène existe pour les fonctions d'ordre infini.
La théorie repose sur l'existence de fonctions types et sur la définition de l'ordre ρ = ρ(r) selon la formule

## Applications de la théorie des fonctions entières
La théorie des fonctions entières permet, par le théorème de Liouville, de démontrer de manière simple et élégante le théorème fondamental de l'algèbre.
Cette théorie apparaît aussi dans la démonstration de l'existence d'une infinité de zéros de la fonction zêta de Riemann dans la bande {\displaystyle 0<\Re {e}(z)<1} par la propriété que les fonctions entières d'ordre non entier ont une infinité de zéros.
La théorie permet aussi l'étude des fonctions méromorphes comme quotients de deux fonctions entières. Les fonctions méromorphes apparaissant naturellement dans nombre de problèmes d'équations différentielles.
Ces méthodes restent aussi une source d'inspiration importante pour l'étude des fonctions analytiques plus compliquées, avec plusieurs variables…
La théorie des fonctions entières est d'un usage indispensable dans la preuve de Harald Cramér d'une conjecture de Paul Lévy stipulant que si la somme de deux variables aléatoires indépendantes  suit une loi normale, alors chacune des deux variables suit un loi normale.